# قرار مجلس الأمن التابع للأمم المتحدة رقم 874
قرار مجلس الأمن التابع للأمم المتحدة رقم 874، المتخذ بالإجماع في 14 تشرين الأول / أكتوبر 1993، بعد إعادة التأكيد على القرارين 822 (1993) و853 (1993)، عبر المجلس عن قلقه إزاء «... الصراع في منطقة ناغورني كاراباخ وما حولها في جمهورية أذربيجان، والتوترات بين جمهورية أرمينيا وجمهورية أذربيجان...»، ودعا الأطراف إلى احترام وقف إطلاق النار المتفق عليه بين حكومة روسيا ومجموعة مينسك التابعة لمنظمة الأمن والتعاون في أوروبا.
ودعا المجلس، بعد أن كرر دعمه لعملية السلام، الجانبين إلى قبول «الجدول الزمني المعدل للخطوات العاجلة» لمنظمة الأمن والتعاون في أوروبا، والذي وافقت عليه أرمينيا ورفضته أذربيجان وتأخرت سلطات كاراباخ في الرد. تبنت سلطات كاراباخ نهج الانتظار والترقب، ورفضته أذربيجان لأن «الجدول الزمني المعدل» ربط انسحاب القوات الأرمينية في كاراباخ من الأراضي الأذربيجانية المحتلة برفع الحظر المفروض على أرمينيا. اشتكت الحكومة الأذربيجانية من معاملتها مثل «الجانب المهزوم». تضمن «الجدول الزمني المعدل» مقترحات تتعلق بسحب القوات من الأراضي المحتلة حديثاً وإزالة جميع العقبات أمام الاتصالات والنقل؛ جميع القضايا الأخرى التي لم يتم تناولها، بحسب المجلس، يجب تسويتها من خلال المفاوضات السلمية.
ثم دعا القرار إلى عقد مبكر لمؤتمر مينسك لمنظمة الأمن والتعاون في أوروبا بهدف التوصل إلى تسوية تفاوضية للنزاع، وطلب من الأمين العام بطرس بطرس غالي حضور المؤتمر وتقديم كل مساعدة ممكنة للمفاوضات الموضوعية التي سيحدث. كما دعا الأطراف إلى الامتناع عن انتهاكات القانون الإنساني الدولي والسماح للمنظمات الدولية بالوصول دون عوائق لتقديم المساعدات الإنسانية.
كان القرار أيضًا أول قرار حول موضوع الصراع لحث دول المنطقة على الامتناع عن أي أعمال عدائية وعن أي تدخل من شأنه أن يؤدي إلى اتساع نطاق الصراع. في نهاية شهر أكتوبر، اندلع القتال على الحدود الأذربيجانية الإيرانية، وأدى نشر الرئيس الإيراني أكبر هاشمي رفسنجاني لاحقًا للقوات الإيرانية على الحدود إلى دعوات أخرى للدول بالامتناع عن التدخل في القرار 884.
اختتم القرار بمطالبة الأمين العام والرئيس الحالي لمنظمة الأمن والتعاون في أوروبا ورئيس مؤتمر مينسك التابع لمنظمة الأمن والتعاون في أوروبا بمواصلة تقديم تقرير إلى المجلس بشأن التقدم المحرز في عملية مينسك وبشأن جميع جوانب الوضع في الأرض.

## روابط خارجية
- نص القرار في undocs.org